# El Paso (Marty Robbins)
El Paso is een countrylied dat geschreven is door de Amerikaanse countryzanger Marty Robbins, die het ook als eerste op de plaat zette. Het verscheen in september 1959 op de lp Gunfighter Ballads and Trail Songs en een maand later als single. De lp haalde de zesde plaats in de Billboard 200, de hitparade voor muziekalbums. De single was een nog groter succes met een eerste plaats in zowel de Hot C&W Sides, de toenmalige country-hitparade, als in de Billboard Hot 100, de ‘algemene’ hitparade. In de UK Singles Chart, de hitparade van het Verenigd Koninkrijk, haalde de single de 19e plaats.
Het nummer won een Grammy Award in de categorie ‘Best Country & Western Performance’ in 1961. De leden van de Western Writers of America, de schrijvers van fictie en non-fictie over de Westelijke Verenigde Staten, zetten El Paso op de tweede plaats in de ‘Top 100 Western songs of all time’, na Ghost riders in the sky.

## Het liedje
De ik-figuur in het liedje is een cowboy die in het Texaanse stadje El Paso verliefd wordt op een Mexicaans meisje met de naam Feleena, een danseres bij ‘Rosa’s Cantina’. Als een andere cowboy flirt met Feleena, daagt de ik-figuur hem uit tot een duel en schiet hij zijn rivaal dood. Uit angst voor justitie of wraak door vrienden van het slachtoffer vlucht hij naar de badlands van New Mexico.
Jaren later keert hij terug naar El Paso uit verlangen naar Feleena. Daar wordt hij neergeschoten door een groep cowboys. Hij sterft in Feleena’s armen.
El Paso duurde vier minuten en 38 seconden. In de late jaren vijftig was dat ongebruikelijk lang. Daarom stelde Columbia Records, de platenmaatschappij, aan de radiostations platen ter beschikking met aan de ene kant de volledige versie van het nummer en aan de andere kant een versie die was ingekort tot minder dan drie minuten. De diskjockey die vier en een halve minuut onaanvaardbaar lang vond, kon zijn toevlucht nemen tot de kortere versie. In de praktijk bleek de overgrote meerderheid van de diskjockeys toch de voorkeur te geven aan de lange versie.

## Coverversies
The Brothers Four zetten het nummer in 1963 op hun lp The Big Folk Hits.
John de Mol bracht in 1967 het nummer uit in een Nederlandse vertaling.
Het jazzkwartet The Mills Brothers nam het nummer op voor het album Great Oldtimers van 1970.
El Paso was een van de favoriete nummers van Grateful Dead. De groep voerde het regelmatig live uit. Het nummer is te horen op het uit vier cd’s bestaande livealbum Ladies and Gentlemen... The Grateful Dead (2000) met opnamen uit april 1971. Slaggitarist Bob Weir, die het nummer zingt, leidt het in met de opmerking dat dit het nummer is waar het publiek het vaakst om vraagt.
The Cats brachten het nummer in 1983 uit als B-kant van hun single La diligence. Het staat ook op de verzamelalbums De mooiste van The Cats (1985) en The Cats 100 (2008). De single werd:
- nr. 5 in de Nederlandse Single Top 100;
- nr. 11 in de Nederlandse Top 40;
- nr. 13 in de Vlaamse Radio 2 Top 30.

De alternatieve countryband Old 97's zette het nummer op zijn album Hit by a Train: The Best of Old 97's uit 2006.
Lolita nam het nummer in 1960 samen met het Western Trio in het Duits op voor de ep Seemann. In hetzelfde jaar nam Lale Andersen het liedje ook op.
De Franse groep Le peuple de l'herbe bracht in 2004 een lp uit met vijf verschillende versies van El Paso.
De pianist en zanger H.B. Barnum maakte in 1960 onder het pseudoniem Dudley een parodie met de titel El Pizza, waarin Feleena een serveerster bij een pizzeria is.
De Australische zanger Jimmy Little behaalde in 1960 plaats 21 in de Kent Music Report met zijn cover van El Paso.

## Vervolgliedjes
Marty Robbins schreef en zong tweemaal een vervolg op El Paso.
In 1966 verscheen Feleena (From El Paso) met het levensverhaal van Feleena, maar nu verteld in de derde persoon. Ze werkt al een jaar als danseres in El Paso als ze de eerste man tegenkomt voor wie ze geen minachting voelt. Als ze met een andere man flirt, schiet haar minnaar de vermeende concurrent dood. De volgende dag (anders dus dan in het eerste liedje, waarin de verteller een paar jaar wegblijft) komt hij terug en wordt op zijn beurt neergeschoten. Hij sterft in Feleena’s armen en zij pleegt zelfmoord met zijn revolver. De geesten van het paar zijn nog te horen als het waait om El Paso. Het lied duurt langer dan acht minuten en staat op de lp The Drifter.
In 1976 bracht Robbins het liedje El Paso City uit, waarin de verteller in een vliegtuig zit dat boven El Paso vliegt, en zich een liedje herinnert dat hij lang geleden heeft gehoord. Het ging over een cowboy die een andere cowboy neerschiet omdat deze met zijn vriendin flirt. Later komt de cowboy terug en wordt op zijn beurt neergeschoten. Hij sterft in de armen van zijn vriendin. De verteller voelt zich met die cowboy verwant en vraagt zich af of hij diens reïncarnatie is. Het lied, dat vier minuten en 13 seconden duurt, kwam uit als single en haalde de eerste plaats in de Hot Country Singles, de toenmalige naam van de Amerikaanse country-hitlijst Hot Country Songs. Het stond ook op de gelijknamige lp uit hetzelfde jaar.

## Gebruik van het lied
- De komiek Steve Martin maakte in 1980 een sketch naar aanleiding van het lied voor het tv-programma Comedy is Not Pretty. Hijzelf speelde de cowboy; de andere spelers waren chimpansees en een orang-oetan.
- In 2013 werd het lied ten gehore gebracht in ‘Felina’, de laatste aflevering van de tv-serie Breaking Bad. De naam Feleena was een beetje aangepast, zodat hij een anagram werd van ‘Finale’.
- In 2022 verscheen het YouTube-filmpje Peter TheTweeter op de muziek van El Paso met een andere tekst. Peter TheTweeter is een bejaarde Europeaan die, zoals velen, zijn geluk probeert te vinden in Pattaya, Thailand, maar bedrogen uitkomt.[9]